# Lauren Selby
Lauren Selby (* 18. Juli 1984 in Sawbridgeworth) ist eine ehemalige englische Squashspielerin.

## Karriere
Lauren Selby spielte von 2006 bis 2013 auf der WSA World Tour und gewann in dieser Zeit einen Titel. Ihre höchste Platzierung in der Weltrangliste erreichte sie mit Rang 34 im Oktober 2012. 2011 stand sie das einzige Mal im Hauptfeld der Weltmeisterschaft und schied in der ersten Runde gegen Rachael Grinham aus. Nach dem Ende ihrer aktiven Karriere wurde sie im Oktober 2016 Nationaltrainerin Norwegens.
Ihr Bruder Daryl Selby ist ebenfalls Squashspieler.

## Erfolge
- Gewonnene WSA-Titel: 1